# جيلينا بروكوبجيكا
جيلينا بروكوبجيكا (من مواليد 21 سبتمبر 1976 ريغا، لاتفيا) عداءة مسافات طويلة، أشهر فوز لها كان في ماراثون مدينة نيويورك في عام 2005 و 2006. وحصلت على المركز الثالث في ماراثون مدينة نيويورك 2013 بتوقيت 02:27:47.

## روابط خارجية
- جيلينا بروكوبجيكا على موقع الاتحاد الدولي لألعاب القوى (الإنجليزية)
- جيلينا بروكوبجيكا على موقع الاتحاد اللاتفي لألعاب القوى (اللاتفية)
- جيلينا بروكوبجيكا على موقع اللجنة الأولمبية الدولية (الإنجليزية)
- جيلينا بروكوبجيكا على موقع أوليمبيديا (الإنجليزية)
- جيلينا بروكوبجيكاعلى موقع اللجنة الأولمبية اللاتفية (مؤرشف) (اللاتفية)